# Логинов, Геннадий Николаевич
Логинов Геннадий Николаевич (род. 10 августа 1947 года, Ленинград) — советский и российский военачальник Пограничных войск, генерал-полковник (2004).

## Биография
Русский. Окончил среднюю школу в 1965 году. Работал электромонтёром на Балтийском вокзале в Ленинграде.
В 1966 году призван в Пограничные войска КГБ СССР. В 1967 году окончил трёхмесячные курсы младших лейтенантов при Московском высшем пограничном командном училище КГБ при Совете Министров СССР. С 1967 года служил в 106-м пограничном отряде Северо-Западного пограничного округа: заместитель начальника заставы, с 1969 года — начальник пограничной заставы.
В 1977 года окончил Военную академию имени М. В. Фрунзе. С 1977 года — комендант пограничной комендатуры 71-го Бахарденского пограничного отряда Среднеазиатского пограничного округа. С 1978 года — офицер 1-го отдела штаба Среднеазиатского пограничного округа, с 1980 года — начальник штаба 71-го пограничного отряда. Участвовал в боевых действиях Афганской войны на территории Демократической Республики Афганистан. С 1984 года — заместитель начальника 1-го отдела штаба Среднеазиатского пограничного округа. С 1985 года — офицер, с 1986 - старший офицер 2-й группы оперативного управления штаба Пограничных войск КГБ СССР.
С 1991 года — начальник группы 1-го отдела управления охраны государственной границы штаба Пограничных войск. С 1994 года — заместитель и первый заместитель начальника оперативного управления Главного штаба Пограничных войск Российской Федерации. С 1995 года — заместитель начальника Главного штаба — начальник оперативного управления ФПС России. С 1998 года — первый заместитель начальника Главного штаба ФПС России. С июля 2003 года — начальник Северо-Западного регионального пограничного управления. С 2007 года – в запасе.

## Награды
- орден «За военные заслуги»
- орден Почёта
- орден Красной Звезды
- медали СССР и России
- Почётный сотрудник пограничной службы (27.04.2002)